# 愛知県立桃陵高等学校
愛知県立桃陵高等学校（あいちけんりつとうりょうこうとうがっこう）は、愛知県大府市にある県立の高等学校。愛知県内では2校しかない衛生看護科と県内公立高では数少ない福祉系のヒューマンケア科を擁する。敷地内には愛知県立大府もちのき特別支援学校桃花校舎を併設している。
平成14年度より衛生看護科で、本科+専攻科の5ヵ年一貫教育を実施しており、衛生看護科は、原則全員が本科（高等学校）卒業後、専攻科に進む。

## 沿革
- 1965年（昭和40年） - 愛知県立大府高等学校衛生看護科募集要領が公示され、全日制課程衛生看護科（2学級80名）が設置される。
- 1968年（昭和43年） - 衛生看護科が愛知県立大府高等学校から独立し、愛知県立桃陵高等学校全日制課程衛生看護科（3学級120名）、定時制課程衛生看護科(1学級40名)となる[1]。
  - この頃から衛生看護科単独校として准看護師養成を進める。
- 1973年（昭和48年） - 本校に看護師養成を目的とした専攻科衛生看護科（1学級40名）が併設される[1]。
- 1974年（昭和49年） - 全日制課程衛生看護科4学級160名となる。
- 1989年（平成元年） - 定時制課程が修業年限3年以上となる。
- 1994年（平成6年） - 定時制課程の募集停止をする。
- 1996年（平成8年） - 定時制課程を閉じる。
- 1997年（平成9年） - 運動場改修工事が竣工し、創立30周年記念式典を挙行する。
- 2000年（平成12年） - 本校に全日制課程生活福祉科（1学級40名）が設置され、衛生看護科は3学級120名となる[1]。
- 2002年（平成14年） - 全日制課程衛生看護科は、1学級40名となる。衛生看護科を本科･専攻科の5ヵ年一貫教育制開始[1]。
- 2004年（平成16年） - 准看護師養成課程を閉じる。
- 2006年（平成18年） - 愛知県立半田養護学校桃花校舎が桃陵高校敷地内に開校[1]。
- 2007年（平成19年） - 創立40周年記念式典を挙行する。
- 2009年（平成21年） - 学科改編により生活福祉科をヒューマンケア科と改編[1]。
- 2014年（平成26年） - 愛知県立半田養護学校が愛知県立半田特別支援学校と校名変更される。
- 2017年（平成29年） - 創立50周年記念式典を挙行する。
- 2018年（平成30年） - 愛知県立半田特別支援学校桃花校舎が、愛知県立大府もちのき特別支援学校桃花校舎に変更される。

## 部活動

### 運動部
- バレーボール部
- バドミントン部
- ソフトテニス部
- ダンス部

### 文化部
- 吹奏楽部
- コーラス部
- 茶道部

## アクセス
- JR東海道本線・武豊線「大府駅」下車、徒歩で約12分。